# Benthodesmus
Benthodesmus is een geslacht van straalvinnige vissen uit de familie van haarstaarten (Trichiuridae). Het geslacht is voor het eerst wetenschappelijk beschreven in 1882 door Goode & Bean.

## Soorten
- Benthodesmus elongatus Clarke, 1879
- Benthodesmus macrophthalmus Parin & Becker, 1970
- Benthodesmus neglectus Parin, 1976
- Benthodesmus oligoradiatus Parin & Becker, 1970
- Benthodesmus pacificus Parin & Becker, 1970
- Benthodesmus papua Parin, 1978
- Benthodesmus simonyi Steindachner, 1891
- Benthodesmus suluensis Parin ,1976
- Benthodesmus tenuis Günther, 1877
- Benthodesmus tuckeri Parin & Becker, 1970
- Benthodesmus vityazi Parin & Becker, 1970